# Secretaria d'Estat de Pressupostos i Despeses
La Secretaria d'Estat de Pressupostos i Despeses és una secretaria d'estat d'Espanya que depèn del Ministeri d'Hisenda.

## Funcions
La Secretaria d'Estat de Pressupostos i Despeses dirigeix i coordina les actuacions relatives a la planificació, programació i pressupost del sector públic estatal i dels seus costos de personal, el disseny, planificació i les actuacions relatives als fons europeus i incentius regionals, especialment, la gestió dels fons destinats a la política econòmica regional i el seguiment i gestió de la participació espanyola al pressupost de la Unió Europea.
S'encarrega també de la formulació de la proposta dels objectius d'estabilitat pressupostària i el límit de despesa no financera de l'Estat. Realitza el seguiment del compliment dels objectius d'estabilitat pressupostària, deute públic i regla de despesa respecte de la totalitat del sector públic i proposarà l'adopció de les mesures tendents a corregir les desviacions que poguessin produir-se

## Estructura
Depenen de la Secretaria d'Estat de Pressupostos i Despeses els següents òrgans directius:
- La Direcció general de Pressupostos.
- La Direcció general de Costos de Personal i Pensions Públiques.
- La Direcció general de Fons Europeus.

Està adscrita a la Secretaria d'Estat de Pressupostos i Despeses, la Intervenció General de l'Administració de l'Estat, amb rang de subsecretaria. A més, la Inspecció General depèn funcionalment del titular de la Secretaria d'Estat de Pressupostos i Despeses.

## Titulars
- José Folgado Blanco (1996-2000)
- Elvira Rodríguez (2000-2003)
- Ricardo Martínez Rico (2003-2004)
- Miguel Ángel Fernández Ordóñez (2004-2006)
- Carlos Ocaña y Pérez de Tudela (2006-2011)
- Juan Manuel López Carbajo (2011)
- Marta Fernández Currás (2011-2016)
- Alberto Nadal Belda (2016-2018)
- María José Gualda Romero (2018-)[2]